# 贝尔格莱维亚酒店
贝尔格莱维亚酒店（英語：Belgravia Hotel），又名名皮尔楼（Peale House），是宾夕法尼亚州费城的一座历史建筑。
1982年11月14日列入國家史蹟名錄。
该建筑原是一家酒店，现已被开发成公寓。